# Schaftmütze

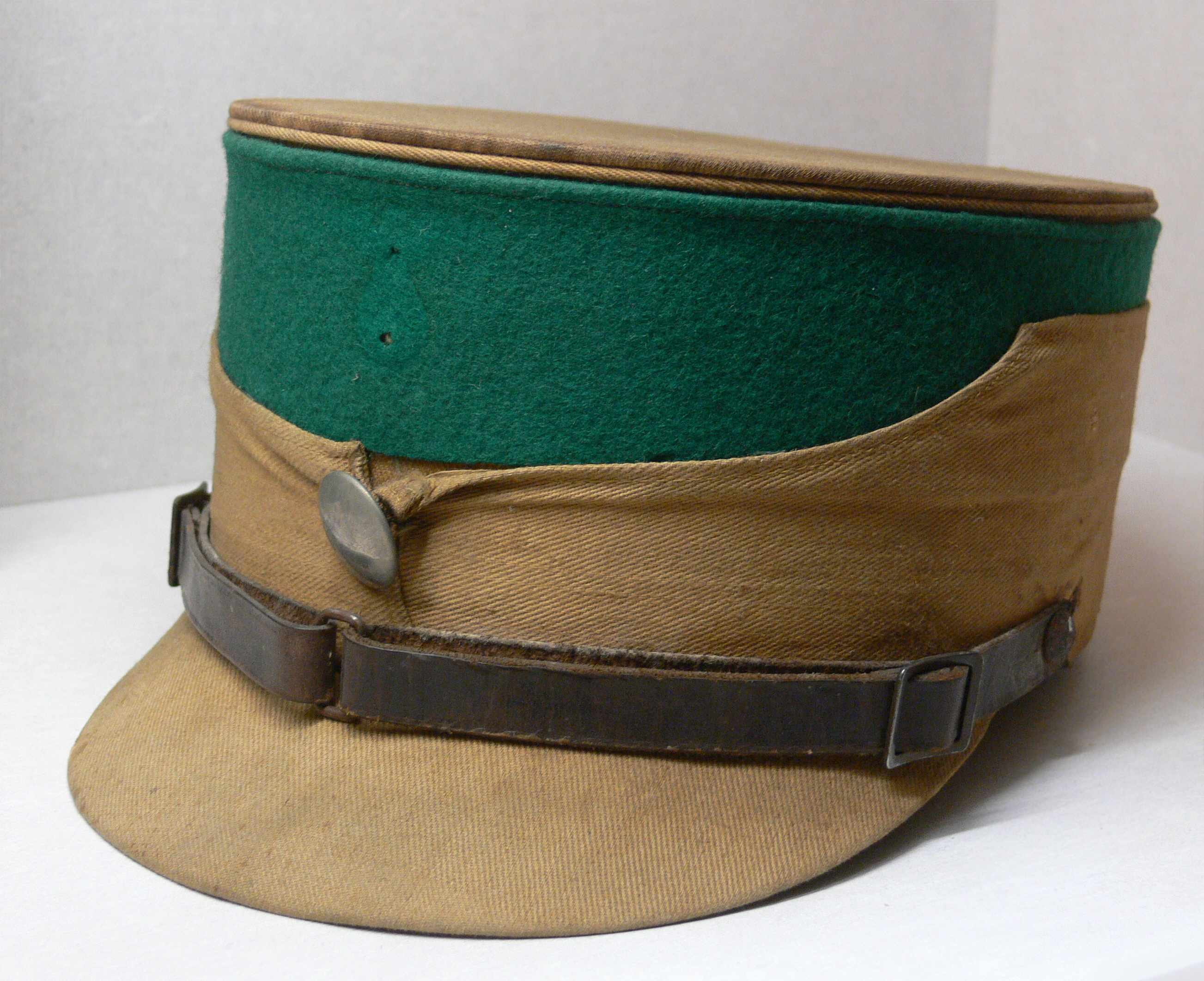
Braune Schaftmütze der SA (Mützenadler entfernt)

Eine Schaftmütze ist eine Schirmmütze, ähnlich einem Käppi. Sie wurde bis 1945 im Deutschen Reich besonders bei den NSDAP-Formationen getragen.  
Die Mütze besteht meist aus festem Filzstoff und Leder. Sie hat einen Schirm und einen angedeuteten Ohrenschützer mit einem Knopf vorne sowie einen Kinnriemen, der meist über dem Schirm getragen wird. Über dem Knopf des Ohrenschützers war der NSDAP-Parteiadler angebracht.
Seit 1945 ist diese Form der Mütze (wie auch Schaftstiefel oder Breeches) in Deutschland sehr unüblich. 